# NimbleBit
Nimblebit é uma empresa desenvolvedora de jogos fundada em 2007 pelos irmãos Ian e David Marsh. Ela é mais conhecida pelos jogos Tiny Tower e Pocket Frogs, tendo acumulado mais de quarenta milhões de downloads em todas as suas produções. A empresa foi uma pioneira nos jogos de estilo freemium, onde o jogador pode baixar o jogo gratuitamente, porém certas funções que melhoram a jogabilidade são pagas.